# 本際
本際（梵語：或purimā koṭi），也被譯作本原，佛教術語，指時間的最初起點，事物的最初原因，相當於第一因。

## 詞語

### 字源
梵语有三個基本意思，第一，用於數值，是指一個很大的數目，又譯為俱胝，或拘胝等。俱胝的大小有許多不同說法，有十萬、百萬、千萬等等。第二個意思，指空間的頂端，邊際。第三個意思，則是指時間的分割，過去、未來等，可指時間的邊際。
在《雜阿含經》中，梵语pūrva-koṭi被漢譯為本際，指過去時間的邊際，事物在過去時間中的最初原因，又稱前際。因為在經中釋迦牟尼聲稱世人無法找到時間的開端，彷彿沒有邊際，所以又稱無始，即巴利语詞語，菩提比丘在把《相應部》的內容翻譯為英文時，譯為始點（first point）。
koṭi也可以用來指未來時間，稱未來際（或pacchima-koṭi）或後際，指未來時間的邊際，事物的最終結果。
大乘佛教論師龍樹在撰寫《中論》時，以造了一個梵文新字，這個字包括了過去（pūrva-koṭi）與未來（para-koṭi）二者，用來表示他認為時間本身是無始無終的，這個詞語被譯為漢文詞語本際。在〈觀本際品〉中，龍樹援引《雜阿含經》中「無始生死」的說法，稱眾生的生死沒有開端（前際），也沒有最終結果（後際），故沒有中間的位置（中際）。

### 同詞異義
支婁迦讖譯《道行般若經》中使用數次「本際」，但與《雜阿含經》所說的本際，源自不同的印度原語。舉例而言，「為本際作證」一句中的本際，其梵文為bhūta-koṭim，即bhūta-koṭi的複數形式，是在本際koṭi加上真實，形成實際這個複合名詞，其字面意思為最真實，最極致的真實，或最真實的教說，鳩摩羅什將其譯作實際，意指湼槃。

### 翻譯訛誤
五比丘中的阿若憍陳如，曾被譯為了本際。因其姓憍陳如（Kauṇḍinya），又稱憍憐、拘鄰，意譯火器，其發音與本際相近，因此早期譯師，如竺法護，認為可意譯為初知、已知、了教、了本際、知本際，由於在唐朝時期結束之後，至印度留學的僧尼漸多，因此他們普遍认识到這種譯法是錯誤的。

## 概論
在《雜阿含經》中，本際一詞有最初起源及第一因這些意思。在經中，釋迦牟尼聲稱眾生的生死之旅沒有起點，也不知道苦痛的根源是甚麼，因而長受輪迴，但這不一定意味着他認為時間沒有開端，因為釋迦牟尼不回答世界是否恆常存在等多個悊學問題，所以佛教將其稱為十四無記。
崇拜大自在天的外道，認為大自在天是萬物的最初源頭。
大乘佛教教內的如來藏派認為，如來藏為一切眾生所擁有的覺性，並且認為如來藏我生出山河大地等一切事物，故認為如來藏我是源際。
龍樹論師在其作品中表示他認為時間不是實有的，它只是被用來了解事物的概念，龍樹認為時間不是有始的，但他也認為時間是無始的這個説法只是䆁迦牟尼為教導人們一事而提及的方便説，䆁迦牟尼在這方面上不是一個不可知論者，他只是認為試圖解答這些問題這個行為無法被用來揭示實相，時間是無始的這個説法在究竟層面上不是正確的，龍樹以數項論據批駁了這個説法，他認為既然時間不是實有的，那麼它是有始的還是無始的這個問題便沒有有意義的答案，情況就像當人們在做夢時，在當時的他們看來，這個夢的情節在時間上好像沒有起點，也好像沒有終點，但當人們醒來時，在夢中所感受到的這種與時間有關的感覺便會消失，人們也因此而對這個夢的全部情節有了把握，同樣地，當生存在這個如幻的世間的眾生成功出離世間時，這時對其來説，與時間有關的這些問題及概念便通通都會被消融掉。